# Earres Prince
Earres Martin Prince (Jackson (Missouri), 26 september 1896 - New York, 23 april 1957) was een Amerikaanse jazzpianist.
Earres speelde vanaf het midden van de jaren 20 onder andere in het Cotton Club Orchestra, The Missourians, bij Cab Calloway (1930/31), Jean Calloway, Harry Dial (1946) en Lawrence Lucie. Verder werkte hij mee aan opnames van Edith Wilson en Sara Martin. In de jazz was hij van 1925 tot 1947 betrokken bij twintig  opnamesessies. Hij speelde mee met The Four Buddies ("It Could Have Been Me“). Tevens schreef hij nummers als "How Blind Can You Be“ (met Clyde L. Otis) en "Swinging the Swing“ (met Charlie Stamps).